# Brunvoll
Brunvoll AS är ett norskt verkstadsföretag med huvudkontor och tillverkning i Molde, som tillverkar bogpropellrar.
Brunvoll grundades som Brødr. Brunvoll Motorfabrikk 1912 i Harøya av bröderna Andreas Brunvoll (1883–1975) och Anders Brunvoll (1885–?). Företaget tillverkade tändkulemotorer och propellrar för fiskefartyg. År 1918 flyttade företaget till Molde, och den yngre brodern Arthur Brunvoll (1890–1949) gick in i firman.
År 1965 började företaget tillverka roderpropellrar.